# 28. lipnja
28. lipnja (28. 6.) 179. je dan godine po gregorijanskom kalendaru (180. u prijestupnoj godini).
Do kraja godine ima još 186 dana.

## Događaji
- 1098. – Križari u Prvom križarskom ratu pobijedili Turke u bitci kod Antiohije.
- 1389. – Kosovska bitka, sukobile su se turska i srpska vojska.
- 1902. – SAD od Francuske kupile koncesiju za gradnju Panamskog kanala, za 40 milijuna dolara.
- 1914. – Atentat u Sarajevu: pripadnik Mlade Bosne Gavrilo Princip ubio austro-ugarskog prijestolonasljednika Franju Ferdinanda i njegovu suprugu Sofiju. Sarajevski atentat bio je povod za izbijanje Prvog svjetskog rata.
- 1919. – Njemačka potpisuje Versajski ugovor kojim je morala priznati krivicu za izbijanje Prvog svjetskog rata, izgubila sve kolonije, te prema kojem je morala plaćati golemu ratnu odštetu.
- 1921. – Krnja beogradska Skupština Kraljevine Srba, Hrvata i Slovenaca donijela Vidovdanski ustav.
- 1942. – Počela je bitka za Staljingrad, najkrvaviji okršaj u ljudskoj povijesti i jedna od prekretnica 2. svjetskog rata.
- 1948. – Kominform je donio rezoluciju kojom je raskinuo s Jugoslavijom, u kojoj je tada započelo razdoblje Informbiroa (do 1955. g.)
- 1969. – Započeli stonewallski nemiri.
- 1989. – Proslava 600. godišnjice Kosovske bitke - poznati govor Slobodana Miloševića i početak novog velikosrpskog pokreta.
- 1991. – Osnovana 106. brigada HV, Osijek.
- 1991. – Osnovana 108. brigada HV, Slavonski Brod u Podrckavlju.
- 1991. – Osnovana 2. bojna HV "Kralj Tomislav", Split.
- 2001. – Izručenje Slobodana Miloševića sudu za ratne zločine u Haagu.
- 2006. – Crna Gora postala 192. članica UN-a nakon što je Opća skupština UN-a jednoglasno odobrila rezoluciju kojom se odobrava primanje Crne Gore u članstvo UN-a.

| - 1476. – Pavao IV., papa († 1559.) - 1491. – Henrik VIII., kralj Engleske i Irske († 1547.) - 1577. – Peter Paul Rubens, flamanski slikar († 1640.) - 1712. – Jean Jacques Rousseau, francuski književnik i filozof († 1778.) - 1788. – Heinrich Gottlieb Kühn († 1870.) - 1852. – Anna Vickers, francuska biologinja († 1906.) - 1873. – Alexis Carrel, francuski liječnik i nobelovac († 1944.) - 1867. – Luigi Pirandello, talijanski književnik († 1936.) - 1928. – Hans Blix, švedski političar - 1930. – Krešimir Šipuš, hrvatski skladatelj i dirigent († 2014.) - 1947. – Slaven Letica, hrvatski sociolog, publicist, političar i sveučilišni profesor († 2020.) - 1966. – John Cusack, američki glumac - 1988. - Maja Ciglenečki - hrvatska televizijska i radijska voditeljica | - 548. - Teodora, bizantska carica, supruga cara Justinijana I. (* oko 500.) - 1174. – Andrej Bogoljubski, staroruski vladar (* oko 1111.) - 1389. – Miloš Obilić - 1914. – Franjo Ferdinand, austrougarski nadvojvoda (* 1863.) - 1937. – Max Adler, austrijski filozof (* 1873.) - 1942. – Janka Kupala, bjeloruski književnik (* 1882.) - 2006. – Emil Cossetto, hrvatski skladatelj i dirigent (* 1918.) - 2015. – Goran Brajković, hrvatski nogometaš (* 1978.) |

## Blagdani i spomendani
- Sveti Irenej Lionski
- Sveta Alfonsa
- Vidovdan, srpski blagdan